# Келли, Джэмилл
Джэмилл Келли (англ. Larry Jamill Kelly, род. 25 октября 1977, Атуотер, Калифорния) — американский борец вольного стиля, призёр Панамериканского чемпионата, Панамериканских игр, серебряный призёр летних Олимпийских игр 2004 года в Афинах.

## Карьера
Выступал в лёгкой (до 63 кг) и полусредней (до 66 кг) весовых категориях. Серебряный призёр Панамериканского чемпионата 2001 года в Санто-Доминго. Через два года там же прошли Панамериканские игры, на которых Келли стал бронзовым призёром.
На летних Олимпийских играх 2004 года в Атланте Келли победил азербайджанца Эльмана Аскерова, молдаванина Руслана Бодистеану и стал первым в своей подгруппе. В финальной серии американец победил россиянина Махача Муртазалиева, но проиграл представителю Украины Эльбрусу Тедееву и стал серебряным призёром игр.